# Un Movimiento y Moriremos
Un Movimiento y Moriremos es el duodécimo episodio de la primera temporada de los Thunderbirds, serie de televisión de Gerry Anderson para Supermarionation fue el 9.º episodio producido. El episodio salió al aire primero en ATV Midlands el 10 de febrero de 1966. Fue escrito y dirigido por Alan Pattillo.

## Sinopsis
Un piloto de carreras celoso deja a Alan Tracy y a la Abuela Tracy en un nuevo puente del camino con un dispositivo exterminador-sónico conectado a una bomba para que si ellos se mueven, mueran. Pero Brains desactiva la bomba ingeniosamente a larga distancia. Ambos se salvan, pero Scott localiza al piloto que le ha robado a Alan el premio de ganador y el automóvil.

## Argumento
Alan y la abuela Tracy son abandonados en un solitario puente bajo el sol del desierto sin poder moverse, ya que si lo hacen, una poderosa bomba con un sensor de movimiento podría explotar. Afortunadamente Alan tiene su reloj-comunicador con el cual logra contactar con su padre en la Isla Tracy, y así lograr que sus hermanos los rescaten antes de que la bomba explote a las 13:00 h. Debido al calor, Alan está a punto de desmayarse (lo que podría hacer que la bomba explote antes de tiempo), así que Jeff intenta mantenerlo consciente hasta que Scott y Virgil lleguen, haciendo que le cuente como terminaron en esa situación.
Alan cuenta que todo comenzó hace unos días, cuando fue con Virgil y Tin-Tin lo fueron a dejar cerca de la pista de carreras de Parola Sands para que el pudiera correr en la carrera que tendría lugar ahí y así probar el nuevo vehículo inventado por Brains, el BR2. Al llegar al estacionamiento de la pista, Alan fue a reunirse con Kenny Malone el cual le da la bienvenida de nuevo a las carreras, ese momento Alan ve a Victor Gómez y su mecánico Johnny Gillespie y tiene una charla con el primero. Tras esta pequeña charla, Victor Gómez y Johnny Gillespie conversan acerca de la amenaza que representa Alan para sus planes de ganar la carrera.
Al día siguiente comienza una muy accidentada carrera en Parola Sands. Alan y Victor Gómez se encuentran en una muy reñida y en momentos peligrosa lucha por el primer lugar, de la cual sale victorioso Alan. Posteriormente mientras Alan es premiado Victor Gómez y Johnny Gillespie empiezan a planear como deshacerse de Alan y robarse su nuevo coche.
Tras la carrera, Alan se dirige a las cabinas telefónicas para llamar a la Abuela Tracy, en ese momento Victor Gómez y Johnny Gillespie golpean al controlador del elevador de coches y utilizan ese aparato para dejarle caer un coche a las cabinas y así matar a Alan, pero este termina si llamada antes y sale de las cabinas a tiempo para evitar la muerte.
Tras este intento de asesinato, Alan se dirige a la casa de la Abuela Tracy, la cual está muy emocionada por ser parte del equipo de Rescate Internacional y le cuenta a Alan que debido a su victoria, ella ha sido acosada por reporteros como si fuera famosa.
Unas horas después Alan y la abuela se dirigen al punto de reunión donde los recogería Virgil, pero al pasar por una división de caminos, son enviados por el camino incorrecto, cayendo en una trampa diseñada por Victor Gómez y Johnny Gillespie, los cuales obligan a punta de pistola a Alan a conducir al nuevo y aún no inaugurado puente de San Miguel, donde son obligados a subir a una vigueta y poner el sensor de movimiento cerca para así evitar que los sigan o que escapen de la explosión de la bomba a las 13:00 h. Tras estas indicaciones Gómez y Gillespie escapan en el BR2 activando el sensor.
Tras esta historia, Alan comienza a oír los motores del Thunderbird 1, pero también comienza a desvariar y cree que si se acercan, provocaran la explosión de la bomba. Tras la llegada de Scott este le comienza a hacer preguntas acerca del sensor, pero Alan está comenzando a delirar y no es capaz de responder a las preguntas formuladas por Scott.
Al llegar el Thunderbird 2 con Virgil y Brains, este último saca el neutralizadór de bombas con el cual logra encontrar solo el sensor de movimiento y neutralizarlo ya que no hay suficiente tiempo para encontrar la bomba. Una vez neutralizado el sensor, Virgil sale en la Cama Flotante y se dirige al puente para rescatar a la abuela y a Alan saliendo unos segundos antes de la explosión del puente.
Tras el exitoso rescate Scott sale en busca de Gómez y Gillespie, los cuales al no entender los controles del BR2 y por pelearse por el control del coche durante la persecución, terminan saliéndose del camino y cayendo por un barranco y muriendo tras la explosión del coche.
Una vez de vuelta en la Isla Tracy, Alan se encuentra otra vez inmóvil, pero esta vez es por un retrato que Virgil le está haciendo una pintura, con el premio de la carrera en las manos. Tras la finalización del cuadro, Virgil se lo muestra a todos, pero Alan no se ve conforme con el resultado final (un cuadro con estilo surrealista), aunque a los demás les parece divertido y con mucho talento.

## Reparto

### Reparto de voz regular
- Jeff Tracy — Peter Dyneley
- Scott Tracy — Shane Rimmer
- Virgil Tracy — David Holliday
- Alan Tracy — Matt Zimmerman
- Tin-Tin Kyrano — Christine Finn
- Brains - David Graham
- Abuela Tracy- Christine Finn

### Reparto de voz invitado
- Victor Gómez - David Graham
- Johnny Gillespie - Ray Barrett
- Kenny Malone - Ray Barrett
- Billy Billoxi - Matt Zimmerman
- Parola Sands Announcer - Ray Barrett
- Timekeeper - David Holliday
- Parola Sands Page - Sylvia Anderson

## Equipo principal
Los vehículos y equipos vistos en el episodio son:
- Thunderbird 1
- Thunderbird 2 (llevando la Vaina 1 y 5)
- Neutralizador de Bombas
- Cama Flotante
- Carro de carreras BR2

## Errores
- Cuando Jeff es contactado por primera vez por Alan, él se sienta detrás de su escritorio, pero cuando el cuadro vuelve a la normalidad después de una corta conversación con Alan, él se encuentra de repente en frente del escritorio leyendo una revista.
- Cuando Alan llama a su abuela por el videófono, el primer plano de su marcado (con la mano real) muestra al tablero de marcado con las letras a la izquierda y números a la derecha, pero en la unidad del videófono tamaño títere, los números están a la izquierda y las letras están a la derecha.